# Hedriodiscus turacellus
Hedriodiscus turacellus är en tvåvingeart som först beskrevs av Lindner 1949.  Hedriodiscus turacellus ingår i släktet Hedriodiscus och familjen vapenflugor. Inga underarter finns listade i Catalogue of Life.